# Jeziory Wielkie (Ukraina)
Jeziory Wielkie (ukr. Великі Озе́ра, Wełyki Ozera) – wieś na Ukrainie, w obwodzie rówieńskim, w rejonie dąbrowickim, nad Lwą.

## Historia
W końcu XVIII wieku była to wieś duchowna.
W 1939 roku w Jeziorach popełnił samobójstwo Stanisław Ignacy Witkiewicz; został pochowany na miejscowym cmentarzu.
Do 1945 w Polsce, w województwie poleskim, w powiecie pińskim.
Podczas okupacji niemieckiej mieszkająca we wsi ukraińska rodzina Kostiukewyczów ukrywała czterech Żydów – Cwiego Burkę, Josifa Perelsteina, Naftalego Turoka i Josifa Wolfa. Żydzi doczekali w ukryciu do zajęcia tych terenów przez Armię Czerwoną w styczniu 1944 roku. W tym samym roku, podczas drugiej okupacji sowieckiej ukraińscy nacjonaliści zamordowali czworo członków rodziny Kostiukewyczów – matkę Stepanidę oraz jej dzieci: Odarkę, Ołeksija i Fedira. Ocaleli ojciec Konon i synowie Ołeksandr oraz Łukasz, którzy w tym czasie przebywali poza Jeziorami Wielkimi. W 2005 roku Instytut Jad Waszem uhonorował wszystkich członków rodziny Kostiukewyczów tytułami Sprawiedliwych wśród Narodów Świata.